# Сиракуза
Сираку́за, або Сіраку́за (італ. Siracusa, сиц. Sarausa) — місто та муніципалітет в Італії, у регіоні Сицилія. Адміністративний центр провінції Сиракуза. Сиракуза розташована на відстані близько 590 км на південний схід від Рима, 210 км на південний схід від Палермо. Населення — 122 503 особи (2014). Щорічний фестиваль відбувається 13 грудня. Покровитель — Луція Сиракузька.

## Назва
- Сиракузи (лат. Syracusæ) — назва римської доби.

## Персоналії
- Мефодій I (788—847) — Вселенський Патріарх Константинопольський з 4 березня 843 року по 14 червня 847 року
- Йосиф Піснеписець (816—883) — християнський святий.
- Архімед (дав.-гр. ᾽Αρχιμήδης; близько 287 до н. е., Сиракузи — 212 до н. е., Сиракузи) - давньогрецький математик, фізик, інженер, винахідник та астроном.

## Географія

### Сусідні муніципалітети
- Авола
- Канікаттіні-Баньї
- Флоридія
- Меліллі
- Ното
- Палаццоло-Акреїде
- Пріоло-Гаргалло
- Соларино

### Клімат
Місто знаходиться у зоні, котра характеризується середземноморським кліматом. Найтепліший місяць — серпень із середньою температурою 26.7 °C (80 °F). Найхолодніший місяць — січень, із середньою температурою 10 °С (50 °F).
| Клімат Сиракузи         | Клімат Сиракузи | Клімат Сиракузи | Клімат Сиракузи | Клімат Сиракузи | Клімат Сиракузи | Клімат Сиракузи | Клімат Сиракузи | Клімат Сиракузи | Клімат Сиракузи | Клімат Сиракузи | Клімат Сиракузи | Клімат Сиракузи | Клімат Сиракузи |
| Показник                | Січ.            | Лют.            | Бер.            | Квіт.           | Трав.           | Черв.           | Лип.            | Серп.           | Вер.            | Жовт.           | Лист.           | Груд.           | Рік             |
| Абсолютний максимум, °C | 23              | 26              | 28              | 32              | 40              | 46              | 46              | 46              | 42              | 35              | 31              | 23              | 46              |
| Середній максимум, °C   | 15              | 16              | 18              | 21              | 25              | 30              | 33              | 33              | 30              | 25              | 20              | 16              | 23              |
| Середня температура, °C | 10              | 10              | 12              | 14              | 18              | 22              | 26              | 26              | 23              | 19              | 15              | 11              | 17              |
| Середній мінімум, °C    | 4               | 4               | 5               | 7               | 11              | 15              | 18              | 18              | 16              | 13              | 8               | 6               | 11              |
| Абсолютний мінімум, °C  | −5              | −5              | −3              | 0               | 2               | 7               | 12              | 10              | 9               | 2               | −1              | −2              | −5              |
| Норма опадів, мм        | 70              | 40              | 40              | 30              | 20              | 10              | 0               | 10              | 30              | 90              | 50              | 80              | 540             |
| Днів з дощем            | 9               | 7               | 5               | 4               | 2               | 0               | 2               | 1               | 6               | 8               | 9               | 9               | 66              |
| Вологість повітря, %    | 71              | 69              | 69              | 72              | 65              | 58              | 56              | 62              | 69              | 74              | 73              | 71              | 67              |
| ----------------------- | --------------- | --------------- | --------------- | --------------- | --------------- | --------------- | --------------- | --------------- | --------------- | --------------- | --------------- | --------------- | --------------- |
| Джерело: Weatherbase    |                 |                 |                 |                 |                 |                 |                 |                 |                 |                 |                 |                 |                 |

## Історія
Місто побудовано на місці античного поселення Сиракузи, що було одним із найпотужніших у регіоні Середземного моря до приходу римлян.
212 року до н. е. Сиракузи стали адміністративним центром римської провінції Сицилія.

## Населення
Населення за роками:

Станом на 1 січня 2023 року в муніципалітеті офіційно проживало 5916 іноземців з 116 країн, серед них 1046 громадян країн Євросоюзу та 44 громадяни України.